# Juan Fernández Bazán
Juan Fernández Bazán (fusilado en Orihuela el 28 de febrero de 1826) fue un político y militar español del siglo XIX de ideología liberal. 

## Biografía
Durante el Trienio Liberal (1820-1823) fue coronel del ejército destinado en Alicante. Tras la llegada de los Cien Mil Hijos de San Luis tuvo que exiliarse al extranjero. Con su hermano Antonio intentaron organizar unas guerrillas en la comarca valenciana del Baix Vinalopó y un desembarco por la playa de Tamarit, pero la fuerte represión de las autoridades en 1825 les obligó a aplazar el plan. 
Los hermanos Fernández Bazán se plantearon entonces ir a Galicia, pero finalmente decidieron realizar un pronunciamiento en la costa de Alicante. Al amanecer del 19 de febrero de 1826 desembarcaron con cincuenta y ocho hombres en Guardamar de Segura donde proclamaron la Constitución de 1812. Se apoderaron de la localidad pero no consiguieron el apoyo que esperaban. Unos vecinos de Rojales alertaron al gobernador absolutista de Orihuela, Antonio Salinas de Orellana, quien junto con el obispo Félix Herrero y Valverde organizaron una partida de voluntarios realistas que se enfrentaron a los desembarcados en la Sierra de Crevillente, a donde había huido al no poder reembarcar a causa de que el viento había alejado de la costa a la nave en la que habían llegado. Fueron capturados el 22 de febrero. Entre el 23 y el 27 de febrero fueron ejecutados en Alicante veintinueve de ellos, entre los cuales había ocho franceses. El 28 de febrero se fusiló a los que habían sido conducidos a Orihuela, entre ellos Juan Fernández Bazán. A su hermano Antonio se le quiso mantener vivo para que confesara «la trama y proyecto de sus conspiraciones». Pero como estaba malherido y sus captores temían que falleciera de muerte natural, lo fusilaron el 4 de marzo en Orihuela, «en la misma parihuela en que le llevaban por sus heridas gangrenosas».
Según consta en las actas del Consejo de Estado todos los papeles que se le encuentran «se reducen a proclamas, un bando..., una instrucción provisional de Hacienda, un reglamento provisional de gobierno, un papel que dice "Reserbado [sic]: Política de la rebolución [sic]", y al margen se anota el principio que dice "en política lo único fijo y necesario es el fin; los medios son indiferentes, y tanto en política como en rebolución [sic] todo lo útil y necesario es justo"».